# 16516 Efremlevitan
A 16516 Efremlevitan (ideiglenes jelöléssel 1990 VR14) a Naprendszer kisbolygóövében található aszteroida. Ljudmila Ivanovna Csernih fedezte fel 1990. november 15-én.